# Gefährten (2011)
Gefährten ist ein US-amerikanisch-britischer Kriegsfilm von Steven Spielberg aus dem Jahr 2011. Der Film basiert auf Michael Morpurgos Jugendbuch und Bestseller War Horse (deutsch Schicksalsgefährten) von 1982, das seit 2007 auch als Theateradaption gleichen Titels große Erfolge feierte.
Mit einem Budget von 66 Millionen US-Dollar wurde Gefährten in Farnham, Wiltshire, Devon, Longcross, Luton, den Twickenham Film Studios sowie Wisley gedreht. Premiere feierte der Film am 4. Dezember 2011 in New York City und kam am 25. Dezember 2011 in die US-amerikanischen Kinos. In Deutschland startete der Film am 16. Februar 2012. Gefährten war an den Kinokassen erfolgreich, spielte weltweit 177 Millionen US-Dollar ein und bekam überwiegend positive Kritiken.

## Handlung
Der Farmer Ted Narracot ist bei einer Pferdeauktion, um sich ein Pferd für den Ackerbau zu ersteigern. Allerdings fällt ihm ein junges Halbblut ins Auge. In Übermut gegen seinen Verpächter Lyons, der das Pferd ersteigern will, bietet Ted so lange mit, bis er zu einem hohen Preis den Zuschlag erhält. Teds Frau und der Verpächter Lyons sind nicht begeistert, soll das Pferd doch einen Acker umpflügen, wofür aber hoch im Blut stehende Pferde nicht gebaut sind. Doch Teds Sohn Albert Narracot beschließt, das Pferd abzurichten und an den Pflug zu gewöhnen, damit sein Vater die anfallenden Schulden bei seinem Verpächter bezahlen kann. Lyons stellt außerdem ein Ultimatum: Sollte Ted Narracot den Acker nicht bestellen können, will er das Halbblutpferd für sich. Albert nennt das Pferd Joey und beginnt, es behutsam auszubilden sowie Vertrauen aufzubauen. Er schafft es, erfolgreich mit Joey das Feld umzupflügen; es verspricht, eine gute Ernte zu werden, doch bei einem Unwetter wird das Feld überschwemmt und haltende Erde weggeschwemmt.
Gleichzeitig tritt Großbritannien in den Ersten Weltkrieg ein. Das Militär sucht nach Soldaten. In seiner Not verkauft Ted Joey an das Militär. Albert versucht, seinen vierbeinigen Freund zurückzukaufen, schafft es aber nicht. Captain Nicholls, nun neuer Eigentümer von Joey, verspricht Albert, ihn nach dem Krieg wieder zurückzubringen. Nicholls und die Soldaten der britischen Armee kommen nach Frankreich an die Front. In einem Überraschungsangriff wollen sie ein deutsches Lager aufreiben. Durch die schlechte Aufklärung ihres Gurkhas, der die geschickt versteckten deutschen MG-Stellungen nicht entdeckte, endet der Angriff in einem Fiasko. Anfangs scheint der Plan zunächst zu funktionieren. Die überraschten deutschen Soldaten flüchten in einen Wald, von wo aus nun die britischen Soldaten unter MG-Beschuss geraten. Nicholls und die meisten seiner Kameraden fallen im Kugelhagel. Joey flüchtet ohne Reiter in den Wald, wo er von deutschen Soldaten eingefangen wird.
Zunächst soll er erschossen werden, aber Günther, ein junger deutscher Soldat, setzt sich für ihn ein. Da Joey fähig ist, den Krankentransport zu ziehen, wird sein Leben verschont – er ist nun im Dienst des deutschen Heers. Günther und sein vierzehnjähriger Bruder Michael kümmern sich um die Pferde im deutschen Bataillon. Michael erhält den Befehl, mit an die Front zu marschieren, während Günther im Lager bei den Pferden bleiben soll. Günther sattelt Joey und Topthorn, der zu Joeys Gefährten geworden ist, und reitet den Fußsoldaten hinterher, um Michael von der Front wegzuholen. Gemeinsam flüchten die Brüder zu einer Mühle, in der sie sich aber nur kurzzeitig verstecken können – deutsche Soldaten finden die zwei, und sie werden wegen Fahnenflucht erschossen.
Die Pferde werden in der Mühle übersehen, bis am nächsten Tag das junge Mädchen Emilie die Tiere findet. Sie bringt Joey und Topthorn auf den Bauernhof ihres Großvaters, der besorgt über den Fund ist. Kurze Zeit später treffen deutsche Soldaten auf dem Hof ein, um sich Proviant fürs Heerlager zu holen. Dabei nehmen sie alles mit, was irgendwie verwertet werden kann. Emilie versteckt beide Pferde in ihrem Zimmer, so dass diese nicht entdeckt werden. An Emilies Geburtstag bekommt sie von ihrem Großvater einen alten Sattel geschenkt, der früher Emilies Mutter gehörte. Der Großvater ist besorgt, dass Emilie, die schwache Knochen hat, sich beim Reiten verletzen könnte, gestattet ihr aber einen kleinen Ausritt. Dabei wird Emilie von den deutschen Soldaten überrascht, die ihr Joey und auch Topthorn abnehmen. Die zwei müssen für die Artillerie die schweren Geschütze ziehen, was eine anstrengende und für die Pferde oftmals tödlich ausgehende Arbeit ist.
Die Zeit vergeht. Im Jahr 1918 ist auch Albert nach Frankreich an die Front gezogen, immer noch in der Hoffnung, sein Pferd zu finden. Joey und Topthorn sind weiter bei den Deutschen im Einsatz, doch Joeys Gefährte stirbt an Erschöpfung. Dem Halbblüter gelingt schließlich die Flucht aus der deutschen Armee. Er galoppiert über das Schlachtfeld, verfängt sich aber im Stacheldraht deutscher Barrikaden und stürzt. Einige Zeit später bemerken britische und deutsche Soldaten, dass sich ein Pferd auf dem Niemandsland zwischen den Fronten befindet. Nachdem Lockrufe erfolglos bleiben, beschließen trotz aller Gefahr ein deutscher und ein britischer Soldat, zu Joey zu gehen. Sie stellen fest, dass er sich im Stacheldraht verfangen hat und befreien ihn gemeinsam. Sie kommen sogar kameradschaftlich ins Gespräch. Nachdem Joey befreit worden ist, entscheidet sich per Münzwurf, dass der britische Soldat das Pferd behalten darf.
Joey wird in das Lager der Briten gebracht. Der Offizier findet, dass das Pferd so schwer verletzt ist, dass es erschossen werden soll. Auch Albert ist nach einem Giftgasangriff verwundet und, vorübergehend erblindet, im Lager. Sein Freund erzählt ihm von einem „Wunderpferd“. Albert ahnt, dass es sich um Joey handelt. Er lockt ihn mit einem Eulenruf, den er ihm als jungem Pferd beigebracht hat, und kann ihn identifizieren. Es wird beschlossen, sich um Joey zu kümmern, statt ihn zu töten.
Als der Krieg beendet ist, soll Joey auf Anordnung versteigert werden. Die Kameraden wollen Albert helfen, um ihn zurückzuersteigern, und legen ihr gesamtes Geld (29 Pfund) zusammen. Auf der Auktion taucht plötzlich der Großvater Emilies auf, der Joey für 100 Pfund ersteigert. Seine Enkelin ist im Krieg ums Leben gekommen und Joey ist das Einzige, was ihn an sie erinnert. Als der Großvater das Pferd wegführen will, rennt es zurück zu Albert. Doch Albert spricht Joey gut zu, da er weiß, dass es Joey gutgehen wird. Der Großvater ist gerührt davon und gibt Joey, mit der Aussage, Emilie hätte es so gewollt, an Albert zurück. Letztlich können Joey und Albert vereint nach England zu ihrer Farm zurückkehren, wo Albert von seinen Eltern in die Arme geschlossen wird.

## Rezensionen
Englischsprachige Rezensionen nahmen War Horse überwiegend positiv auf. Von 196 gesammelten Rezensionen bei Rotten Tomatoes sind 77 % positiv.
Volker Probst schreibt auf n-tv.de: „Keine Frage, der Streifen bewegt sich hart an der Grenze zwischen Kitsch und Klischee auf der einen sowie fulminanter Bild- und Erzählgewalt auf der anderen Seite.“
Etwas positiver beurteilte Daniel Kothenschulte in der Frankfurter Rundschau den Film: „Ins Bild gesetzt wurde ‚Gefährten‘ von Janusz Kamiński, dessen Kamera-Auge die Palette von Technicolor so gut beherrscht wie das Schwarz-Weiß von ‚Schindlers Liste‘. Es ist ein Kino der Bilder und Töne: John Williams hat seine schönste Filmmusik seit Langem geschrieben, aus guten dramatischen Motiven – sein Held, ein Pferd, kann nicht sprechen.“ Der Journalist bezeichnet „Gefährten“ in der Folge als den vielleicht besten Film Spielbergs.
Peter Körte schrieb in der Frankfurter Allgemeinen Sonntagszeitung: „Der Einfachheit der Erzählung widerspricht es auch nicht, dass Spielberg edle Einfalt und stille Größe der Geschichte visuell und akustisch ziemlich bombastisch ausgestaltet. Man könnte auch sagen, „Gefährten“ sei „Saving Private Ryan“ mit Pferd und ohne D-Day.“
David Steinitz schrieb in der Süddeutschen Zeitung: „Alles will Spielberg in diesem gewaltigen Panorama vereinen, die Verbissenheit und die Solidarität, das leere Pathos und die Liebe, das Grauen und das Glück. ‚Gefährten‘ wird geprägt von akutem Zeitmangel, ist von wilder Action beseelt – einem Zwang, alles zeigen zu müssen. Was eigentlich das Gegenteil ist zum klassischen epischen Kino Hollywoods.“

## Produktion
Vor den Dreharbeiten standen für das Training der Pferde nur drei Monate zur Verfügung. Bobby Lovgren trainierte die Pferde außerdem arbeiteten Dylan Jones, Bill Lawrence und Zelie Bullen als Pferdetrainer an dem Film mit.
Während des Filmes spielten vierzehn verschiedene Pferde die Rolle von Joey, acht davon stellten den erwachsenen Joey dar, vier den Junghengst und zwei das Fohlen. Vier Pferde verkörperten das zweite Pferd, Topthorn. An einzelnen Szenen spielten bis zu 280 Pferde mit. Ein Hufschmied auf dem Filmset ersetzte den Pferden die Hufeisen, welche im Schlamm verloren gingen.

## Synchronsprecher
Die Synchronsprecher für die deutsche Fassung:
| - Albert Narracott: Raúl Richter - Ted Narracott: Ekkehardt Belle - Rosie Narracott: Ilona Schulz - Emilies Großvater: Friedhelm Ptok - Lyons: Pierre Peters-Arnolds - Captain Nicholls: Nicolas Böll - Major Jamie Steward: Sascha Rotermund - Emilie: Soraya Richter - Soldat Colin: Alexander Doering - Lieutenant Charlie Waverly: Asad Schwarz - Michael Schröder: Leonard Carow - Günther Schröder: David Kross - David Lyons: Konrad Bösherz | - Sergeant Fry: Lutz Schnell - Brandt: Rainer Bock - Peter: Hinnerk Schönemann - Si Easton: Tobias Lelle - Sergeant Sam Perkins: Hans Hohlbein - Arzt der Armee: Thomas Petruo - Sergeant Major Singh: Imtiaz Haque - Metzger: Gerald Paradies - Kurierfahrer: Matthias Klages - kleiner Junge: Ben Hadad |

## Auszeichnungen
Academy Awards 2012
Nominierungen in den Kategorien:
- Bester Film
- Bestes Szenenbild
- Beste Kamera
- Beste Filmmusik
- Beste Tonmischung
- Bester Tonschnitt

Golden Globes 2012
Nominierungen in den Kategorien:
- Bester Film – Drama
- Beste Filmmusik

BAFTA Awards 2012
Nominierungen in den Kategorien:
- Beste Kamera
- Beste Filmmusik
- Bestes Szenenbild
- Bester Ton
- Beste visuelle Effekte